# Chris Gauthier
Christopher Gauthier (Luton, 27 gennaio 1976 – Vancouver, 23 febbraio 2024) è stato un attore britannico naturalizzato canadese.

## Biografia
Chris Gauthier nacque a Luton, in Inghilterra, il 27 gennaio 1976 per poi trasferirsi con la famiglia in Canada all'età di 5 anni.
Volendo intraprendere la carriera di attore, frequentò la Vernon School of Speech and Drama.
Nel corso della sua carriera si distinse anche per avere interpretato il giocattolaio in Smallville, lo chef Vincent in Eureka e Mr. Smee in C'era una volta.
Morì prematuramente il 23 febbraio 2024, a seguito di una breve malattia, all'età di 48 anni.

## Vita privata
Sposato e padre di due figli, visse a Vancouver, in Canada.

## Filmografia parziale

### Cinema
- 40 giorni & 40 notti (40 Days and 40 Nights), regia di Michael Lehmann (2002)
- Insomnia, regia di Christopher Nolan (2002)
- Agente Cody Banks (Agent Cody Banks), regia di Harald Zwart (2003)
- Freddy vs. Jason, regia di Ronny Yu (2003)
- The Butterfly Effect 2, regia di John R. Leonetti (2006)
- Watchmen, regia di Zack Snyder (2009)
- Mr. Troop Mom, regia di William Dear (2009)
- Mister Vendetta (The Traveller), regia di Michael Oblowitz (2010)
- Hector and the Search for Happiness, regia di Peter Chelsom (2014)
- Go with Me - Sul sentiero della vendetta (Go with Me), regia di Daniel Alfredson (2015)

### Televisione
- La leggenda di Earthsea (Earthsea) – miniserie TV (2004)
- Dead Like Me – serie TV, un episodio (2004)
- Stargate Atlantis – serie TV, episodio 2x06 (2005)
- Maestro dell'anno - School of Life (School of Life), regia di William Dear – film TV (2005)
- The Foursome, regia di William Dear – film TV (2006)
- Kyle XY – serie TV, un episodio (2006)
- Reaper - In missione per il Diavolo (Reaper) – serie TV, un episodio (2007)
- Supernatural – serie TV, episodi 2x12-4x02 (2006-2008)
- Psych – serie TV, 2 episodi (2008-2014)
- Stargate: L'arca della verità (Stargate: The Ark of Truth) – serie TV (2008)
- Smallville – serie TV, episodi 8x14-9x05 (2009-2011) - Winslow Schott/Giocattolaio
- Harper's Island – serie TV, 8 episodi (2009)
- Eureka – serie TV, 67 episodi (2006-2012)
- Sanctuary – serie TV, 2 episodi (2009-2010)
- Iron Invader, regia di Paul Ziller – film TV (2011)
- Continuum – serie TV, episodio 1x02 (2012)
- Zampa 2 - I cuccioli di Natale (Santa Paws 2: The Santa Pups), regia di Robert Vince – film TV (2012)
- C'era una volta (Once Upon a Time) – serie TV, 14 episodi (2012-2018)
- Ricomincio da ieri (I Do, I Do, I Do), regia di Ron Oliver – film TV (2015)
- Adam & Adam (Splitting Adam), regia di Scott McAboy – film TV (2015)
- Una serie di sfortunati eventi (A Series of Unfortunate Events) – serie TV, 4 episodi (2017-2019)

### Videogiochi
- Need for Speed: Carbon (2006)

## Doppiatori italiani
Nelle versioni in italiano delle opere in cui ha recitato, Chris Gautier è stato doppiato da:
- Alberto Caneva in Maestro dell'anno - School of Life, The Wedding Chapel - La chiesa del cuore
- Luca Semeraro in Adam & Adam, Go With Me - Sul sentiero della vendetta
- Luigi Ferraro in 40 giorni & 40 notti
- Corrado Conforti in Freddy vs. Jason
- Luigi Scribani in Eureka
- Franco Mannella in Supernatural
- Roberto Gammino in Stargate: L'arca della verità
- Alessandro Quarta in Watchmen
- Francesco Sechi in Psych
- Fabrizio Vidale in Smallville
- Paolo Vivio in Harper's Island
- Claudio Fattoretto in Zampa 2 - I cuccioli di Natale
- Diego Baldoin in Continuum
- Alessio Cigliano in C'era una volta
- Alessandro Budroni in iZombie
- Leonardo Graziano in S.W.A.T. - Sotto assedio
- Massimo De Ambrosis in Una serie di sfortunati eventi
- Emidio La Vella in Next
- Fabrizio Dolce in Ritorno da te